# Nebraska (2013)
Nebraska ist ein US-amerikanisches Filmdrama von Alexander Payne aus dem Jahr 2013 mit Bruce Dern in der Hauptrolle.

## Handlung
Woody Grant, ein alter und leicht seniler Alkoholiker, fällt auf einen Werbebrief herein und glaubt, eine Million Dollar gewonnen zu haben. Um den vermeintlichen Gewinn abzuholen, möchte er von seinem Wohnort Billings in Montana nach Lincoln in Nebraska reisen. Nachdem er sich mehrmals zu Fuß auf den Weg gemacht hat und jedes Mal wieder nach Hause zurückgebracht wurde, erklärt sich schließlich sein Sohn David bereit, ihn den weiten Weg nach Nebraska zu fahren. David, der kurz zuvor von seiner Freundin verlassen wurde, möchte so etwas Zeit mit seinem Vater verbringen – eine Bereitschaft, die sich für alle auszahlt.
Auf dem Weg nach Lincoln machen sie einen Zwischenhalt in dem kleinen Ort Hawthorne, wo Woody, seine Frau und die beiden Kinder aufwuchsen und lange Zeit lebten. Es gibt für alle Beteiligten, auch für die nachgereiste Frau Woodys sowie den ebenfalls nachgereisten Bruder Davids, ein Wiedersehen mit vielen alten Bekannten – den Lebenden in der Stadt, wie auch den Toten auf dem Friedhof, den alle aufsuchen. Es dauert jedoch nicht lange, bis sich im Ort herumspricht, dass Woody bald Millionär werden soll. Für die größtenteils in bescheidenen Verhältnissen lebenden Einwohner von Hawthorne ist es das größte Ereignis seit Langem. Doch schon bald versuchen Fremde wie Verwandte, einen Teil von Woodys vermeintlichem Vermögen abzubekommen, in dem sie auf die finanziellen Unterstützungen hinweisen, die sie Woody dereinst angeblich gewährt haben. Es kommt sogar zu Handgreiflichkeiten. Als sie schließlich jedoch den Werbebrief zu Gesicht bekommen, verspotten sie Woody nur noch für seine Leichtgläubigkeit.
Nachdem Woody in Lincoln erfahren hat, dass er kein Geld gewonnen hat, erfüllt David seinem Vater dessen größten Wunsch aus eigenen Mitteln, indem er ihm einen von ihm, dem alkoholkrankheitsbedingt Führerscheinlosen, immer wieder erwähnten Pickup-Truck und einen Kompressor kauft. Auf dem Rückweg fahren sie erneut durch Hawthorne, Woody steuert, und lassen die Einwohner glauben, dass Woody doch zu Reichtum gekommen sei.

## Hintergrund
An der Realisierung des Films waren die Filmproduktionsgesellschaften Blue Lake Media Fund, Bona Fide Productions und Echo Lake Productions beteiligt.
Nebraska wurde von Oktober 2012 bis zum 7. Dezember 2012 unter anderem in Lincoln und Plainview, beide gelegen in Nebraska, USA, gedreht. Das Filmbudget betrug schätzungsweise 13 Millionen US-Dollar.

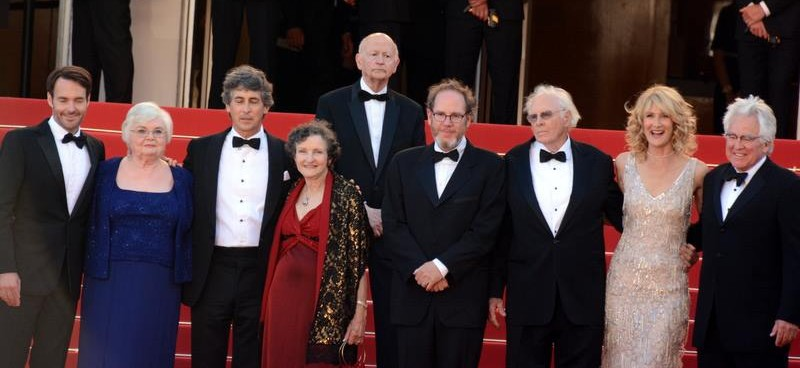
Besetzung und Filmcrew von Nebraska bei den Filmfestspielen von Cannes 2013

Der Film wurde im Jahr 2013 bereits auf mehreren Filmfestivals dem Publikum präsentiert, unter anderem erstmals am 23. Mai 2013 auf den Internationalen Filmfestspielen von Cannes, am 28. September 2013 auf dem Filmfest Hamburg und am 10. Oktober 2013 auf dem New York Film Festival. Der Kinostart in den USA war am 15. November 2013; in Deutschland lief er am 16. Januar 2014, in Österreich am 4. Februar 2014 an.

## Rezeption
Der Film Nebraska wurde überwiegend positiv bewertet. Auf der Website Rotten Tomatoes erreichte der Film bei 92 Prozent der Rezensenten eine positive Bewertung.

„‚Nebraska‘ erzählt vor allem von enttäuschten Hoffnungen, den Folgen von Entscheidungen und der Perspektivlosigkeit des Mittleren Westen. Die Bissigkeit von ‚About Schmidt‘ oder die Originalität von ‚The Descendants‘ erreicht der Film nicht, aber wer Alexander Paynes Filme bisher mochte, wird auch mit ‚Nebraska‘ zufrieden sein.“

„Bruce Dern spielt diesen Woody Grant fast traumverloren und völlig mit der Rolle verschmolzen. Damit erschafft er eine Figur, die ein wenig rätselhaft bleibt, in ihrem Inneren allein und ohne uns, wie es dem Verlust von Gedächtnis angemessen ist.“

„Die verwaschenen Schwarz-Weiß-Bilder und das extrem ruhige Erzähltempo wecken nostalgische Gefühle. Doch der Blick, den Alexander Payne („About Schmidt“) auf das trostlose Leben seiner Protagonisten wirft, hat nichts Verklärendes. Wenn Woody zwischen Eisenbahnschienen nach seinem Gebiss sucht, dann spiegelt sich in der skurrilen Komik dieser Szene auch die Verlorenheit eines verwirrten alten Mannes. Und der gallige Humor von Davids Mutter kann ihre Enttäuschung über ein entbehrungsreiches Leben an der Seite eines Säufers kaum verbergen. Die lakonische Beiläufigkeit, mit der Payne die Tragik seiner ambivalenten Figuren sichtbar macht, verleiht dieser anrührenden Vater-Sohn-Geschichte etwas zutiefst Melancholisches. … Ein verpfuschtes Leben findet ein versöhnliches Ende“

## Auszeichnungen
Internationale Filmfestspiele von Cannes 2013
- Preisträger in der Kategorie Bester Darsteller für Bruce Dern[10]

Golden Globe Awards 2014
- Nominierung in der Kategorie Bester Film – Komödie/Musical
- Nominierung in der Kategorie Bester Hauptdarsteller – Komödie/Musical für Bruce Dern
- Nominierung in der Kategorie Beste Nebendarstellerin für June Squibb
- Nominierung in der Kategorie Beste Regie für Alexander Payne
- Nominierung in der Kategorie Bestes Drehbuch für Bob Nelson

Oscarverleihung 2014
- Nominierung in der Kategorie Bester Film
- Nominierung in der Kategorie Beste Regie für Alexander Payne
- Nominierung in der Kategorie Bester Hauptdarsteller für Bruce Dern
- Nominierung in der Kategorie Beste Nebendarstellerin für June Squibb
- Nominierung in der Kategorie Bestes Originaldrehbuch für Bob Nelson
- Nominierung in der Kategorie Beste Kamera für Phedon Papamichael